# Ageod
Ageod était une société française de développement, d'édition et de distribution de jeux vidéo située à Grenoble. À la suite de son rachat par Paradox Interactive, Ageod devient Paradox France (qui disparaît en 2012). La marque est reprise par Slitherine Software.

## Historique
Ageod a été créée en 2005 par Philippe Thibaut (créateur des jeux historiques Europa Universalis, Pax Romana et (en) Grandes Invasions) et François Claustres (cofondateur de Jeuxvideo.com). Il s'agissait de proposer aux joueurs des créations originales, culturelles et ludiques développées par les petits studios ou producteurs indépendants sur des segments originaux et qui ne trouvent pas, ou difficilement, preneur auprès des intervenants traditionnels du marché.
Ageod utilise un moteur maison développé sous Delphi, le AGE engine, dont la structure modulaire permet d'ajouter ou de retirer des modules de jeu (ex: diplomatie, économie, production d'unités) au fur et à mesure du développement et selon le game design souhaité.
Le premier jeu vidéo distribué par Ageod est Birth of America, un jeu de stratégie en tour par tour portant sur la Guerre de Sept Ans entre les Français, leurs alliés indiens et les Britanniques, ainsi que sur la Guerre d'indépendance américaine.
Le second jeu est la suite du précédent, puisqu'il traite de la Guerre de Sécession: Ageod's American Civil War.
Le troisième traita pour la première fois du théâtre européen puisqu'il s'agit de "Les Campagnes de Napoléon", publié par l'éditeur français Nobilis.
Le quatrième jeu, Birth of America 2: Wars in America est la suite du premier, couvrant une période plus large et offrant un ensemble de nouvelles fonctions.
Ageod a été acheté par l'éditeur suédois Paradox Interactive (éditeur du célèbre Europa Universalis créé par Ph.Thibaut) en décembre 2009. À la suite de ce rachat, la société a été renommée Paradox France tout en poursuivant l'exploitation de la marque Ageod.
Depuis le 1er août 2012, après avoir mis fin à son rattachement avec Paradox Interactive, le studio est redevenu indépendant et a officiellement repris le nom de Ageod. Alors que le projet Napoleon's Campaign II devait être développé partiellement entre le studio suédois (Paradox Development Studio) et Paradox France, la séparation mis un terme à cette collaboration et Paradox Interactive hérita du projet qui fut renommé March of the Eagles. Alea Jacta Est est subséquemment édité par Ageod le 22 septembre suivant.
Paradox France (siren 519-497-879) est radiée du registre du commerce et des sociétés le 27 novembre 2012.
Ageod (siren 484-352-034) est radiée du registre du commerce et des sociétés le 15 décembre 2008.
Suivant les termes des offres commerciales du site les ventes sont gérées en direct par la société britannique Slitherine Software.

## Jeux développés ou édités
- Birth of America (2006)
- AGEOD's American Civil War (2007)
- Les Campagnes de Napoléon (2007)
- Birth of America 2: Wars in America (2008)
- World War One : La Grande Guerre 14-18 (2008)
- Rise of Prussia (2010)
- Revolution Under Siege (2010)
- Pride of Nations (2011)
- Alea Jacta Est (2012)
- Birth of Rome (2013)
- Civil War 2 (2013)
- Hannibal: Terror of Rome (2014)
- To End All Wars (2014)
- Thirty Years War (2015)
- Wars of Napoleon (2015)
- Wars of Succession (2018)[6]
- Field of Glory: Empires (2019)[7],[8],[9]
- Field of Glory: Empires - Persia 550 - 330 BCE (DLC) (2020)[10],[11]